# Parauta
Parauta è un comune spagnolo di 217 abitanti situato nella comunità autonoma dell'Andalusia.

## Geografia fisica
Nel territorio comunale si trovano le sorgenti del Guadalevín.